# Hercé
Hercé település Franciaországban, Mayenne megyében. Lakosainak száma 305 fő (2022. január 1.). Hercé Colombiers-du-Plessis, Gorron, Levaré, Saint-Aubin-Fosse-Louvain és Vieuvy községekkel határos.

## Népesség
A település népességének változása:
| Lakosok száma | 408  | 347  | 328  | 327  | 321  | 309  | 312  | 313  | 312  | 305  |
|               | 1968 | 1982 | 1990 | 2006 | 2013 | 2015 | 2017 | 2019 | 2020 | 2022 |